# Diaphananthe subclavata
Diaphananthe subclavata är en orkidéart som först beskrevs av Robert Allen Rolfe, och fick sitt nu gällande namn av Rudolf Schlechter. Diaphananthe subclavata ingår i släktet Diaphananthe och familjen orkidéer. Inga underarter finns listade i Catalogue of Life.